# Pardubice
Pardubice (Pardubitz en alemany) és la capital de la regió de Pardubice (República Txeca).

## Ciutats agermanades
- Vysoké Tatry, Eslovàquia

## Persones il·lustres
- Viktor Láznička (n.1988), Gran Mestre d'escacs